# Карл Кристиан фон Гих
Карл Кристиан Ернст Хайнрих фон Гих (на немски: Karl Christian Ernst Heinrich Graf von Giech; * 20 май 1763, Турнау; † 28 декември 1818, Турнау, Горен Франкен) е граф от франкския род фон Гих в Бавария, линията Турнау в Горна Франкония (Горен Франкен).

## Произход
Той е вторият син на граф Кристиан Фридрих Карл фон Гих-Турнау-Волфщайн (1729 – 1797) и съпругата му графиня Августа Фридерика фон Ербах-Шьонберг (1730 – 1801), дъщеря на граф Георг Август фон Ербах-Шьонберг (1691 – 1758) и графиня Фердинанда Хенриета фон Щолберг-Гедерн (1699 – 1750). Дядо му по майчина линия Георг Август фон Ербах-Шьонберг е дядо на Августа Ройс Еберсдорф, която е баба по майчина линия на британската кралица Виктория и по бащина линия на нейния съпруг принц Алберт.
По-големият му брат граф Август Фридрих Карл фон Гих (1755 – 1782) умира на 27 години. Родът фон Гих изчезва по мъжка линия през 1938 г.

## Фамилия
Карл Кристиан фон Гих се жени на 13 април 1788 г. във Векселбург за Каролина Вилхелмина фон Шьонбург-Фордерглаухау-Векселбург-Глаухау (* 12 декември 1766, Векселбург; † 8 март 1836, Байройт), дъщеря на граф Карл Хайнрих II фон Шьонбург-Фордерглаухау (1729 – 1800) и графиня Кристиана Вилхелмина фон Айнзидел (1726 – 1798). Те имат пет деца:
- Августа Каролина Вилхелмина Луиза фон Гих (* 24 януари 1789, Турнау; † 6 февруари 1865), пастел-художничка, неомъжена
- Фридерика Хенриета Каролина Агнес фон Гих (* 7 март 1790, Турнау; † 20 април 1822), неомъжена
- Фридрих Карл Херман фон Гих (* 22 октомври 1791, Турнау; † 6 юли 1846), женен на 4 октомври 1825 г. за фрайин Хенриета Луза фон Щайн цу Насау (* 2 август 1796; † 11 октомври 1855), дъщеря на фрайхер Хайнрих Фридрих Карл Щайн, пруски министър на финансите (1804 – 1807)
- Франц Фридрих Карл фон Гих (* 29 октомври 1795, Турнау; † 3 февруари 1863, Нюрнберг), баварски политик, от април 1811 г. следва право в Хайделберг, женен на 30 септември 1830 г. в Карлсруе за графиня Франциска София Шарлота фон Бисмарк-Ширщайн (* 5 март 1813, Бибрих; † 19 май 1872, Турнау), дъщеря на фрайхер Йохан Хайнрих Лудвиг фон Бисмарк (1774 – 1816); имат 1 син и 3 дъщери
- Юлиана Амалия Каролина Изабела фон Гих (* 5 септември 1801, Турнау; † 16 декември 1831, Шлиц), омъжена на 5 септември 1820 г. в Турнау, Горен Франкен за граф Фридрих Вилхелм фон Шлиц-фон Гьорц (* 15 февруари 1793, Франкфурт на Майн; † 31 декември 1839, Шлиц)